# NGC 1457
NGC 1457 је спирална галаксија у сазвежђу Часовник која се налази на NGC листи објеката дубоког неба.
Деклинација објекта је - 44° 38' 45" а ректасцензија 3h 44m 31,3s. Привидна величина (магнитуда) објекта NGC 1457 износи 10,7 а фотографска магнитуда 11,4. Налази се на удаљености од 17,445 милиона парсека од Сунца. NGC 1457 је још познат и под ознакама NGC 1448, ESO 249-16, MCG -7-8-5, AM 0342-444, PGC 13727.